# Casa Joan Anglada (Viladecans)
La Casa Joan Anglada és un edifici de Viladecans (Baix Llobregat) inclòs en l'Inventari del Patrimoni Arquitectònic de Catalunya.

## Descripció
Es tracta d'una casa de planta baixa, pis i terrat, interessant per la decoració de la façana. A la planta baixa hi ha la porta emmarcada per dues finestres, mentre que al primer pis hi ha una finestra emmarcada per dues portes de balcó. Totes les obertures són emmarcades per arcs guardapols: els de la planta baixa apuntats i els del pis mixtilini. La façana és coronada per un seguit d'arcs cecs d'intradós força ample sostingut per mènsules. El terrat és tancat per una barana de trams esglaonats.
Tant els arcs guardapols com els arcs cecs i el passamans esglaonat de la barana del terrat són fets amb maó vist pintat de color vermell. Al damunt mateix de la porta hi ha una estrella, dibuixada amb llistons de maó, que sembla contenir unes inicials inscrites.

## Història
Va ser construït en el primer quart del segle xx.